# Gonzalo Álvarez Chillida
Gonzalo Álvarez Chillida (San Sebastián, 1958) è uno storico spagnolo.
È stato descritto come il maggior esperto ispanico dell'antisemitismo in Spagna. Le sue aree di specializzazione sono la destra autoritaria nella Spagna del XX secolo e la colonizzazione spagnola in Africa del XIX e XX secolo, in Nord Africa ma soprattutto in Guinea equatoriale, a cui ha dedicato numerosi articoli e capitoli in opere collettive.

## Biografia
Nato nel 1958 a San Sebastián, ha conseguito il dottorato di ricerca presso l'Università Autonoma di Madrid (UAM) con una dissertazione intitolata José María Pemán: un contrarrevolucionario en la crisis española del siglo XX ("José María Pemán: un controrivoluzionario nella crisi spagnola del XX secolo”."). È professore di ruolo di Storia del pensiero e dei movimenti sociali e politici presso l'Università Complutense di Madrid (UCM).

## Pubblicazioni

### Come autore unico
- - (es) José María Pemán. Un contrarrevolucionario en la crisis española del siglo XX, Madrid, Universidad Autónoma de Madrid / Facultad de Filosofía y Letras / Departamento de Historia Contemporánea, 1991, 856 p. (ISBN 978-8474773187).
- José María Pemán : un contrarrevolucionario en la crisis española del siglo XX, Madrid, Universidad Autónoma de Madrid (Facultad de Filosofía y Letras, Departamento de Historia Contemporánea), 1990 (lire en ligne [archive]) (dissertazione dottorale sotto la supervisione di Manuel Pérez Ledesma).
- (es) El antisemitismo en España. La imagen del judío (1812-2002), Madrid, Marcial Pons, coll. « Historia », 2002, 543 p. (ISBN 978-8495379498).
- (es) José María Pemán. Pensamiento y trayectoria de un monárquico : (1897-1941), Cadix, Universidad de Cádiz / Servicio de Publicaciones, 1996, 471 p. (ISBN 978-8477863052, online).

### Articoli di riviste
- Elenco completo su Dialnet.

### Come co-autore
L'elenco completo è disponibile su Dialnet. Si propone la seguente selezione:
- (es) Gobernar colonias, administrar almas : poder colonial y órdenes religiosas en los imperios ibéricos (1808-1930), Madrid, Casa de Velázquez, coll. « Colección de la Casa de Velázquez », 2018, 324 p. (ISBN 978-84-9096-171-1, online) (opera collettiva coordinata da Xavier Huetz de Lemps, Gonzalo Álvarez Chillida et María Dolores Elizalde Pérez-Grueso).
- (es) Pemán : un trayecto intelectual desde la extrema derecha hasta la democracia, Barcelone, Grupo Planeta, 1998, 287 p. (ISBN 978-8408027423) (in collaborazione con Javier Tusell).
- (es) Guinea Ecuatorial (des)conocida (lo que sabemos, ignoramos, inventamos y deformamos acerca de su pasado y su presente), Madrid, Université nationale d'enseignement à distance (UNED), 2020, 1440 p. (ISBN 978-84-362-7669-5) (opera collettiva diretta da Juan Ramón Aranzadi Martínez & Gonzalo Álvarez Chillida).
- (es) El antisemitismo en Españapp (opera collettiva diretta da Gonzalo Álvarez Chillida et Ricardo Izquierdo Benito), Cuenca, Ediciones de la Universidad de Castilla-La Mancha, coll. « Humanidades », 2007, 272 p. (ISBN 978-84-8427-471-1, online), « La eclosión del antisemitismo español: de la II República al Holocausto ».